# Колос (Чорнобай)
Футбольний клуб «Колос» Чорнобай — український аматорський футбольний клуб з Чорнобая Черкаської області, заснований у 1999 році. Домашні матчі приймає на однойменному стадіоні.

## Досягнення
- Чемпіонат Черкаської області
  - Чемпіон: 2001, 2002, 2003
  - Срібний призер: 1999
  - Бронзовий призер: 2000, 2004
- Кубок Черкаської області
  - Володар: 2000
  - Фіналіст: 1999, 2001, 2003.